# Gläubiger-Identifikationsnummer
Die Gläubiger-Identifikationsnummer (englisch Creditor Identifier, CI) dient im gemeinsamen Europäischen Zahlungsraum (SEPA) unabhängig von einem bestimmten Konto der eindeutigen Kennzeichnung des Gläubigers und Zahlungsempfängers im Rahmen des SEPA-Lastschriftverfahrens. Gläubiger, die das Lastschriftverfahren nutzen wollen, müssen als Merkmal eine eigene Identifikationsnummer besitzen. Zusammen mit der Mandatsreferenz wird so eine eindeutige Identifizierbarkeit des Mandats einer Lastschrift ermöglicht. 

## Aufbau
SEPA-weit ist die Gläubiger-Identifikationsnummer maximal 35 Stellen lang und hat folgenden Aufbau:
- Stellen 1–2: jeweiliger ISO-Ländercode (2 Stellen, z. B. DE, AT usw.),
- Stellen 3–4: Prüfzahl (2 Stellen analog zur IBAN-Prüfzahl gemäß ISO 13616:2007),
- Stellen 5–7: alphanumerische, dreistellige Geschäftsbereichskennung (Creditor Business Code), die von dem Gläubiger selbst z. B. zur Kennzeichnung einzelner Geschäftsbereiche, Filialen etc. vergeben/beantragt werden kann, und die nicht in die Prüfziffernberechnung eingeht,
- Stellen 8–35 (max.): nationales Identifikationsmerkmal.

Die Länge des nationalen Identifikationsmerkmals kann variieren und beträgt maximal 28 Stellen. Ab der Stelle 5 dürfen folgende Zeichen vorkommen:
- Buchstaben a–z A–Z
- Ziffern 0–9
- weitere Zeichen: + ? / - : ( ) . , '

### Gläubiger-ID in verschiedenen Ländern
| Land | Art des Gläubigers (Creditor) | Länge | Struktur                       | Beantragung über                  | Vergabe durch                                      |
| --- | ----------------------------- | ----- | ------------------------------ | --------------------------------- | -------------------------------------------------- |
| Deutschland | Privatpersonen und Firmen     | 18    | DE pp ZZZ 0 nnnnnnnnnn         | Zentralbank (Deutsche Bundesbank) | Zentralbank (Deutsche Bundesbank)                  |
| Österreich | Privatpersonen und Firmen     | 18    | AT pp ZZZ 0 nnnnnnnnnn         | Hausbank                          | Zentralbank (Oesterreichische Nationalbank)        |
| Schweiz | Privatpersonen und Firmen     | 18    | CH pp ZZZ nnnnnnnnnnn          | Kreditinstitut aus der SEPA-Zone  | Nationales Clearingsystem (SIX Interbank Clearing) |
| Belgien | Firmen                        | 17    | BE pp ZZZ nnnnnnnnnn           | Hausbank                          | Keine zentrale Vergabestelle                       |
| Belgien | Privatpersonen                | 20    | BE pp ZZZ bbb D nnnnnnnnn      | Hausbank                          | Keine zentrale Vergabestelle                       |
| Frankreich | Privatpersonen und Firmen     | 13    | FR pp ZZZ nnnnnn               | Zentralbank (Banque de France)    | Zentralbank (Banque de France)                     |
| Luxemburg | Privatpersonen und Firmen     | 26    | LU pp ZZZ 0 nnnnnnnnnnnnnnnnnn | Bankenverband (ABBL)              | Bankenverband (ABBL)                               |
| Niederlande | Firmen und Gewerbetreibende   | 19    | NL pp ZZZ nnnnnnnn nnnn        | Hausbank                          | Niederländische Handelskammer KvK                  |
| Legende: AD, BE, … Länderkennzeichen pp zweistellige Prüfsumme Z alphanumerische, dreistellige Geschäftsbereichskennung (Creditor Business Code) n nationales Identifikationsmerkmal (numerisch) b interner Bankencode (numerisch) X fester Vorgabewert (wie in der Struktur genannt) |                               |       |                                |                                   |                                                    |

### Prüfziffer
Zur Berechnung der Prüfziffer werden nur die Ziffern ab der einschließlich achten Stelle, bis zur letzten Stelle verwendet. Im nächsten Schritt werden alle nicht alphanumerischen Zeichen entfernt, an das Ende der Zeichenkette der ISO-3166-1 Ländercode im ALPHA-2 Format und abschließend dahinter zwei Nullen gehängt. Alle alphabetischen Zeichen werden jetzt in Zahlen umgewandelt, wobei die Definition lautet, dass „A“ den Wert 10 hat und „Z“ den Wert 35. Zum Schluss wird über diese Zahl, die nun bis zu 60 Stellen lang sein kann, mit MOD 97-10 verrechnet. Im Falle der unten genannten Testprüfziffer lautete die Zahlenkette {\displaystyle \underbrace {09999999999} _{\text{ID ab Stelle 8}}\underbrace {13} _{D}\underbrace {14} _{E}\underbrace {00} _{00}}. Die Berechnung der Prüfziffer ist dann entsprechend: {\displaystyle 98-(\operatorname {Zahlenkette} \mod 97)=98-(09999999999131400\mod 97)=98-0=98}.

## Deutschland
In Deutschland ist ein derartiges Identifikationsmerkmal neu. Die Erteilung der Gläubiger-Identifikationsnummer erfolgt in Deutschland durch die Deutsche Bundesbank in Abstimmung mit der Deutschen Kreditwirtschaft ausschließlich über ein kostenloses, elektronisches Antragsverfahren.
Die Gläubiger-Identifikationsnummer ist in Deutschland genau 18 Stellen lang. Die Bundesbank belegt die Geschäftsbereichskennung mit ZZZ vor, falls ein Lastschriftgläubiger keinen anderen Wert festlegt. Als nationales Identifikationsmerkmal vergibt die Bundesbank eine elfstellige Nummer, deren höchste Ziffer bis auf weiteres immer 0 ist. Insgesamt ergibt sich damit der folgende Aufbau:
- DEppZZZ0nnnnnnnnnn

Für Testzwecke stellt die Bundesbank folgende Test-Gläubiger-Identifikationsnummer mit korrekter Prüfnummer bereit:
- DE98ZZZ09999999999

## Österreich
In Österreich ist die Creditor-Identifikation (CID) ebenfalls 18 Stellen lang, der 11-stellige Nummernbereich beginnt immer mit einer Null. Die ID wird von der Nationalbank vergeben, ist aber bei der Hausbank zu beantragen.

## Beantragung einer Gläubiger-Identifikationsnummer
In Deutschland wird die Nummer bei der Deutschen Bundesbank beantragt. In Belgien, England, Frankreich, Griechenland, Irland, Litauen, Luxemburg, Österreich, Portugal, der Schweiz, der Slowakei, Tschechien und Zypern wird die Gläubiger-Identifikationsnummer bei der Hausbank beantragt.
Der European Payments Council veröffentlicht die Vergabe von Gläubiger-ID länderweise in seiner Veröffentlichung EPC262-08.